# Центральний банк Люксембургу
Центральний банк Люксембургу (люксемб. Banque centrale du Luxembourg) — центральний банк Люксембургу. Банк був заснований законом від 22 квітня 1998 року. Центральний банк Люксембургу є членом Європейської системи центральних банків.

## Історія
У 1856 році був створений Міжнародний банк Люксембургу, який отримав право випуску банкнот.
У 1873 році створено Національний банк Великого Герцогства Люксембург, наділений правами центрального банку, в тому числі випуску банкнот. У 1881 році банк був ліквідований, право емісії залишилося тільки у Міжнародного банку Люксембургу. З 1920-х років банкноти випускало також Міністерство фінансів.
У 1983 році створено Валютний інститут Люксембургу, в 1985 році інститут почав випуск банкнот.
22 квітня 1998 прийнятий закон про створення Центрального банку Люксембургу.